# فيكتور نيكولا
فيكتور نيكولا (بالفرنسية: Victor Nicolas)‏ هو نحات فرنسي، ولد في 2 فبراير 1906 في بريجنول في فرنسا، وتوفي في 16 يوليو 1979 في Montmeyan ‏ في فرنسا بسبب حادث مرور.